# ترينيداد وتوباغو
ترينيداد وتوباغو (بالإنجليزية: Trinidad and Tobago)‏ (/ˈtrɪnɪdæd ... təˈbeɪɡoʊ/ , /- toʊ-/) ورسميًا جمهورية ترينيداد وتوباغو (بالإنجليزية: Republic of Trinidad and Tobago)‏ هي دولة جزرية تقع في أقصى جنوب البحر الكاريبي في قارة أمريكا الشمالية على بعد أقل من 11 كيلومتراً عن قارة أمريكا الجنوبية، وتعني أصلاً باللغة الإسبانية "الثالوث والتبغ". تعتبر ترينيداد وتوباغو أرخبيل مكون من جزيرتين رئيسيتين هما جزيرة ترينيداد وجزيرة توباغو، بالإضافة إلى 21 جزيرة صغيرة أخرى. وتشترك ترينيداد وتوباغو في حدودها البحرية مع باربادوس من الشمال الشرقي وغرينادا من الشمال الغربي وفنزويلا من الجنوب والغرب.
كانت جزيرة ترينيداد مأهولة بالسكان الأصليين (الهنود الحمر) لقرون قبل أن تصبح مستعمرة إسبانية بفضل وصول كريستوفر كولومبوس إليها في عام 1498. سلم حاكم ترينيداد الإسباني خوسيه ماريا تشاكون الجزيرة لأسطول قادم من مملكة بريطانيا العظمى تحت قيادة السير رالف أبيركرومبي في عام 1797. تم التنازل عن ترينيداد وتوباغو لبريطانيا في عام 1802 بموجب معاهدة أميان ولكن كانا منفصلين حتى تم التوحيد في عام 1889. حصلت ترينيداد وتوباغو على استقلالها عن بريطانيا في عام 1962، وأصبحت جمهورية مستقلة عن التاج البريطاني في عام 1976.
تحتل ترينيداد وتوباغو المرتبة السابعة من حيث نصيب الفرد من الناتج المحلي الإجمالي على أساس تعادل القوة الشرائية (PPP) في الأمريكتين بعد الولايات المتحدة وكندا وبورتوريكو وباهاماس وأروبا وغيانا اعتبارًا من عام 2022. صنفها البنك الدولي ضمن كإقتصاد عالي الدخل. على عكس معظم الدول والأقاليم الكاريبية، التي تعتمد كثيرًا على السياحة، فإن اقتصاد البلاد صناعي بالدرجة الأولى مع التركيز على البترول والبتروكيماويات. الكثير من ثروة البلاد مستمدة من احتياطياتها الكبيرة من النفط والغاز الطبيعي.

## التاريخ

### الشعوب الأصلية
سُكنت ترينيداد وتوباغو لأول مرة من قبل السكان الأصليين الذين جاءوا من أمريكا الجنوبية. من ما قبل الزراعة قبل 7000 عام على الأقل. يعد موقع بنواري في جنوب غرب ترينيداد هو أقدم موقع أثري موثق في منطقة البحر الكاريبي، ويرجع تاريخه إلى حوالي 5000 قبل الميلاد. حدثت عدة موجات هجرة على مدى القرون التالية، والتي يمكن تحديدها من خلال الاختلافات في البقايا الأثرية. في وقت الاتصال الأوروبي، كان يحكم ترينيداد مجموعات مختلفة من الأراواكان، بما في ذلك نيبويا وسوبويا وكاريبان وياو، بينما سكن توباغو شعب كاليناغو وكالينا. عُرفت ترينيداد لدى الشعوب الأصلية باسم إيري (أرض الطائر الطنان).

### الاستعمار الأوروبي
كان كريستوفر كولومبوس أول أوروبي يرى ترينيداد، في رحلته الثالثة إلى الأمريكتين في عام 1498. كما ذكر أنه رأى توباغو من الأفق، وأطلق عليها اسم بيلافورما، لكنه لم يهبط على الجزيرة.
هبط أنطونيو دي سيدينيو على الجزيرة في ثلاثينيات القرن الخامس عشر، وهو جندي إسباني عازم على احتلال الجزيرة ترينيداد، على الساحل الجنوبي الغربي مع جيش صغير من الرجال. حارب سيدينيو ورجاله السكان الأصليين في مواقع عديدة، وقاموا بعد ذلك ببناء حصن. ظلت الحرب قائمة حتى عام 1592 عندما منح الكاسيك (الزعيم المحلي) واناواناري (المعروف أيضًا باسم غواناجواناري) المنطقة المحيطة بسانت جوزيف الحديثة إلى دومينغو دي فيرا إيبرغوين، وانسحب إلى جزء آخر من الجزيرة. تأسست مستوطنة سان خوسيه دي أورونيا لاحقًا على يد أنطونيو دي بيريو على هذه الأرض في عام 1592. بعد ذلك بوقت قصير وصل البحار الإنجليزي السير والتر رالي إلى ترينيداد في 22 مارس 1595 بحثًا عن إل دورادو لتي يُفترض أنها تقع في أمريكا الجنوبية. هاجم رالي سان خوسيه، وأسر واستجوب أنطونيو دي بيريو، وحصل على الكثير من المعلومات منه ومن كاسيك توبيواري؛ ثم رحل رالي وعادت السلطة الإسبانية.
في هذه الأثناء، كانت هناك محاولات عديدة من قبل القوى الأوروبية لاستيطان توباغو خلال فترة 1620-1640، حيث حاول الهولنديون والإنجليز والكورونيون (وهم سكان دوقية كورلاند وسيميغاليا، وهي الآن جزء من لاتفيا) استعمار الجزيرة دون نجاح يذكر. تمكن الهولنديون والكورلاندرون في عام 1654 من الحصول على موطئ قدم في الجزيرة، وانضم إليهم لاحقًا عدة مئات من المستوطنين الفرنسيين. تطورت مزارع إنتاج السكر والنيلي والروم، والتي عمل بها أعداد كبيرة من العبيد الأفارقة الذين اختطفوا وأصبح عددهم يفوق عدد المستعمرين الأوروبيين. بنى عدد كبير من الحصون بسبب اختلاف فرنسا وهولندا وبريطانيا على ملكيتها، مع تغير ملكية الجزيرة حوالي 31 مرة قبل عام 1814، وهو الوضع الذي تفاقم بسبب انتشار القرصنة. تمكن البريطانيون من الاحتفاظ بتوباغو من عام 1762 إلى عام 1781، وبعد ذلك حكمها الفرنسيين الذين حكموا حتى عام 1793 عندما عادت سيطرة بريطانيا على الجزيرة.
مرَّ القرن السابع عشر إلى حد كبير دون وقوع حوادث كبيرة في ترينيداد، قاوم السكان الأصليون بشراسة محاولات الإسبان المستمرة للسيطرة عليهم والحكم عليهم في كثير من الأحيان. كُلف الرهبان الكاثوليك الكاتالونيين الكبوشيين في عام 1687 بمسؤولية تحويل ديانة السكان الأصليين في ترينيداد وغيانا. أسس الرهيان عدة بعثات في ترينيداد، بدعم وتمويل غني من الدولة والتي منحتهم حق إجبار الشعوب الأصلية على خدمة إسبان بناء على نظام إنكوميندا. زادت التوترات المتصاعدة بين الإسبان والسكان الأصليين بالعنف في عام 1689، تمرد السكان الأصليون في سان رافائيل إنكوميندا وقتلوا العديد من الكهنة وهاجموا الكنيسة وقتلوا الحاكم الإسباني خوسيه دي ليون إي تشاليس. رد الأسبان التمرد بقسوة فذبحوا المئات من السكان الأصليين في حدث عُرف باسم مذبحة أرينا. قُضى على السكان الأصليين تقريبًا بحلول نهاية القرن التالي بسبب الهجمات الإسبانية والأمراض التي لم يكن للسكان الأصليين مناعة ضدها.
خلال هذه الفترة كانت ترينيداد مقاطعة جزيرة تنتمي إلى نائب الملك في إسبانيا الجديدة، جنبًا إلى جنب مع أمريكا الوسطى والمكسيك الحالية وما سيصبح فيما بعد جنوب غرب الولايات المتحدة. نُقلت العاصمة في 1757 من سان خوسيه دي أورونيا إلى بويرتو دي إسبانيا (بورت أوف سبين الحديثة) بعد عدة هجمات من القراصنة. إلا أن الأسبان لم يبذلوا أي جهد لاستعمار الجزر، حيث كانت ترينيداد في هذه الفترة لا تزال غابات، يسكنها عدد قليل من الإسبان مع حفنة من العبيد وبضعة آلاف من السكان الأصليين.

#### هجرة المستوطنين الفرنسيين
سمح القبطان العام لويس دي أونزاغا في عام 1777 بالتجارة الحرة في ترينيداد، مما أدى إلى جذب المستوطنين الفرنسيين وتحسن اقتصادها بصورة ملحوظة.
أُصدر قانون سيدولا قبل سنوات قليلة فقط من الثورة الفرنسية. خلال تلك الفترة من الاضطرابات هاجر المزارعون الفرنسيون مع عبيدهم والملونين والمولاتو من الجزر المجاورة مثل مارتينيك وسانت لوسيا وغرينادا وغوادلوب ودومينيكا إلى ترينيداد، حيث أسسوا اقتصادًا قائمًا على الزراعة (السكر والكاكاو). أسس هؤلاء المهاجرون مجتمعات محلية في بلانشيسيوز والشانزليز فلورز وبارامين كاسكيد وكارنيج ولافنتيل.
نتيجة لذلك، قفز عدد سكان ترينيداد إلى أكثر من 15,000 بحلول نهاية عام 1789، وبحلول عام 1797، زاد عدد سكان بورت أوف سبين من أقل من 3000 إلى 10422 في غضون خمس سنوات فقط، مع وجود مجموعة متنوعة من الأفراد المختلطين الأعراق والإسبان والأفارقة والجنود الجمهوريون الفرنسيون والقراصنة المتقاعدون والنبلاء الفرنسيون. جعل الاستيطان المتناثر والمعدل البطيء للزيادة السكانية خلال الحكم الإسباني (وحتى في وقت لاحق خلال الحكم البريطاني) ترينيداد واحدة من المستعمرات الأقل كثافة سكانية في جزر الهند الغربية، وذات البنية التحتية الزراعية الأقل تطورًا.

### الحكم البريطاني
بدأ البريطانيون يهتمون بشدة بترينيداد، وفي عام 1797 شنت قوة بريطانية بقيادة الجنرال السير رالف أبيركرومبي غزوًا لترينيداد. أبحر سربه عبر بوكاس ورسو قبالة سواحل شاغواراماس. قرر الأسباب الاستسلام للبريطانيين دون قتال. وهكذا أصبحت ترينيداد مستعمرة للتاج البريطاني. أُضفي الطابع الرسمي على الحكم البريطاني في وقت لاحق بموجب معاهدة أميان (1802). كان توماس بيكتون أول حاكم بريطاني للمستعمرة ولكن أدى أسلوبه القاسي في فرض السلطة البريطانية بما في ذلك استخدام التعذيب والاعتقال التعسفي، أدى إلى استدعائه.
أدى الحكم البريطاني إلى هجرة المستوطنين من المملكة المتحدة والمستعمرات البريطانية في شرق الكاريبي إلى الجزيرة، حيث جاءت العائلات الإنجليزية والاسكتلندية والأيرلندية والألمانية والإيطالية، بالإضافة إلى بعض السود الأحرار المعروفين باسم ميريكينس الذين قاتلوا من أجل بريطانيا في حرب 1812. تحت الحكم البريطاني ازداد جلب العبيد، ولكن في ذلك الوقت ازداد دعم إلغاء العبودية كثيرًا وتعرضت للهجوم في إنجلترا. ألغيت العبودية في عام 1833، وبعد ذلك قضى العبيد السابقون فترة تدريب مهني. انتهى نظام التدريب المهني في 1 أغسطس 1838. ولكن فإن نظرة عامة على إحصاءات السكان في عام 1838 تكشف بوضوح التناقض بين ترينيداد والجزر المجاورة لها: عند تحرير العبيد في عام 1838 كان لدى ترينيداد 17,439 عبد فقط. في المقابل كان حجم جامايكا ضعف حجم ترينيداد، وكان لديها ما يقرب من 360 ألف عبد.

#### مجيء العمال الهنود الآسيويين

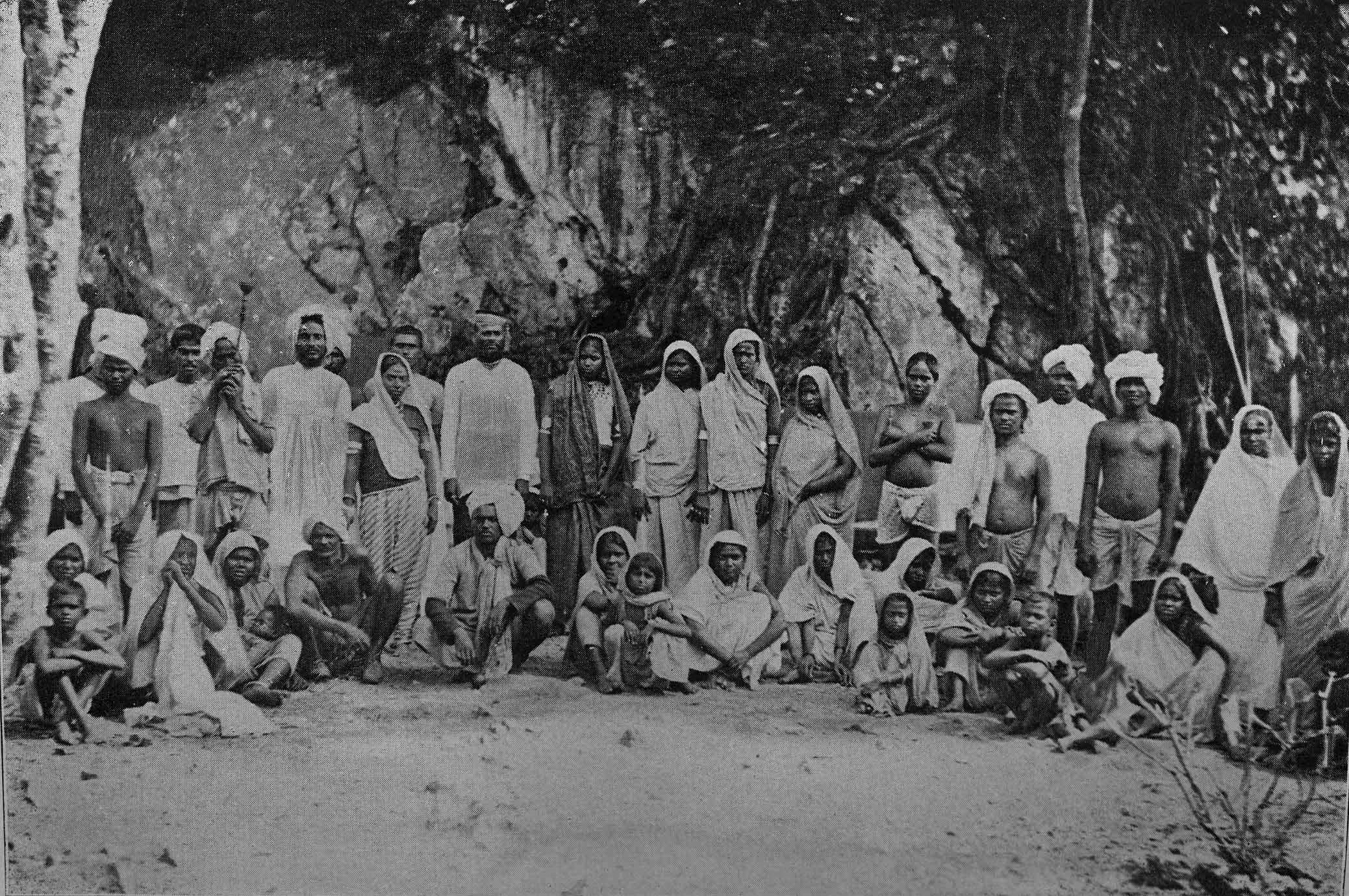
العمال الهنود الآسيويون الواصلون حديثًا إلى ترينيداد وتوباغو.

بعد تحرير العبيد الأفارقة رفض الكثير منهم مواصلة العمل في المزارع، وغالبًا ما انتقلوا إلى المناطق الحضرية مثل لافينتيلي وبلمونت إلى شرق بورت أوف سبين. ونتيجة لذلك حدث نقص حاد في العمالة الزراعية. ملأ البريطانيون هذه الفجوة من خلال التعاقد مع جنسيات مختلفة بما في ذلك الهنود الآسيويين والصينيين والبرتغاليين. تعاقد البريطانيون مع الهنود الشرقيين أكثر من غيرهم، أحضرت الدفعة الأولى في 1 مايو 1845، عندما أُحضر 225 هنديًا إلى ترينيداد على متن سفينة فتح الرزاق وهي سفينة مملوكة للمسلمين. استمرت فترة جلب الهنود الآسيويين من 1845 إلى 1917، وخلال هذه الفترة جاء أكثر من 147,000 هندي آسيوي إلى ترينيداد للعمل في مزارع قصب السكر.
كانت عقود الاستئجار في بعض الأحيان استغلالية، لدرجة أن المؤرخين مثل هيو تينكر أطلقوا عليها اسم نظام الرق الجديد. على الرغم من هذه الأوصاف لم يكن حقًا شكلاً جديدًا من أشكال العبودية، حيث دفعت أجور للعمال وقضي على فكرة كون الفرد ملكًا للآخر. تم التعاقد مع الأشخاص لمدة خمس سنوات، بأجر يومي منخفض وصل إلى 25 سنتًا في أوائل القرن العشرين، وضمنت عودتهم إلى الهند في نهاية فترة عقدهم. ولكن غالبًا ما استخدامت الوسائل القسرية للاحتفاظ بالعمال وسرعان ما ممدت عقود التعاقد إلى 10 سنوات من 1854 بعد أن اشتكى المزارعون من أنهم يفقدون عمالهم في وقت مبكر جدًا. بدلاً من العودة إلى بلادهم، شجعت السلطات البريطانية تقديم أراضًا لتشجيع الاستيطان، وبحلول عام 1902، كان أكثر من نصف إنتاج قصب السكر في ترينيداد ينتجه مزارعون مستقلون معظمهم من الهنود الآسيويين. على الرغم من الظروف العيش الصعبة، اختار حوالي 90% من المهاجرين الهنود الآسيويين في نهاية عقودهم الاستقرار في ترينيداد. خضع الهنود الآسيويون الذين دخلوا المستعمرة لقوانين تاج معينة فصلتهم عن بقية سكان ترينيداد وتوباغو، مثل شرط أن يحملوا تصريحًا معهم إذا غادروا المزارع، وإذا تم تحريرهم، فإنهم يحملون شهادة تشير إلى إكمال فترة العقد.
استقر عدد قليل من الهنود الآسيويين في توباغو. تسبب الركود الاقتصادي في منتصف القرن التاسع عشر إلى أواخره في انتشار الفقر. تسبب السخط إلى أعمال شغب في روكسبورو في عام 1876، في حدث يعرف باسم انتفاضة بلمانا بعد مقتل شرطي. تمكن البريطانيون في النهاية من استعادة السيطرة، ولكن نتيجة للاضطرابات صوتت الجمعية التشريعية في توباغو على حل نفسها وأصبحت الجزيرة مستعمرة للتاج في عام 1877. أصبحت صناعة السكر في حالة شبه انهيار ولم تعد الجزيرة تربح، ألحق البريطانيون توباغو بمستعمرتهم ترينيداد في عام 1889.

#### أوائل القرن العشرين
اندلع احتجاج ضد إدخال محطات المياه الجديدة في بورت أوف سبين في عام 1903 وتحول إلى أعمال شغب. قُتل 18 شخصًا بالرصاص، ولحقت الأضرار بالبيت الأحمر (مقر الحكومة). أُنشئ مجلس محلي منتخب مع بعض السلطات المحدودة في عام 1913. من الناحية الاقتصادية ظلت ترينيداد وتوباغو مستعمرة زراعية في الغالب. إلى جانب قصب السكر ساهم محصول الكاكاو أيضًا كثيرًا في الأرباح الاقتصادية في أواخر القرن التاسع عشر وأوائل القرن العشرين.
أضرب عمال الموانئ في نوفمبر 1919 بسبب ممارسات الإدارة السيئة والأجور المنخفضة مقارنة بتكلفة المعيشة المرتفعة. أُحضر مفسدوا الإضراب للعمل في الموانئ للحفاظ على الحد الأدنى من حركة البضائع. في 1 ديسمبر 1919 هرع عمال الموانئ المضربين إلى الميناء وطاردوا مفسدي الإضراب. ثم شرعوا في مسيرة إلى المباني الحكومية في بورت أوف سبين. انضمت نقابات وعمال أخرون الذين لديهم نفس المظالم إلى الإضراب، مما جعله إضرابًا عامًا. اندلع العنف ولم يتم إخماده إلا بمساعدة بحارة السفينة البحرية البريطانية إتش إم إس كلكتا، كانت هذه هي المرة الأولى التي تعاونت فيها المجموعات العرقية المختلفة. يقول المؤرخ برينسلي سامارو إن إضرابات عام 1919 تشير على ما يبدو إلى أن هناك وعيًا طبقيًا متزايدًا بعد الحرب وتجاوز المشاعر العنصرية في بعض الأحيان.

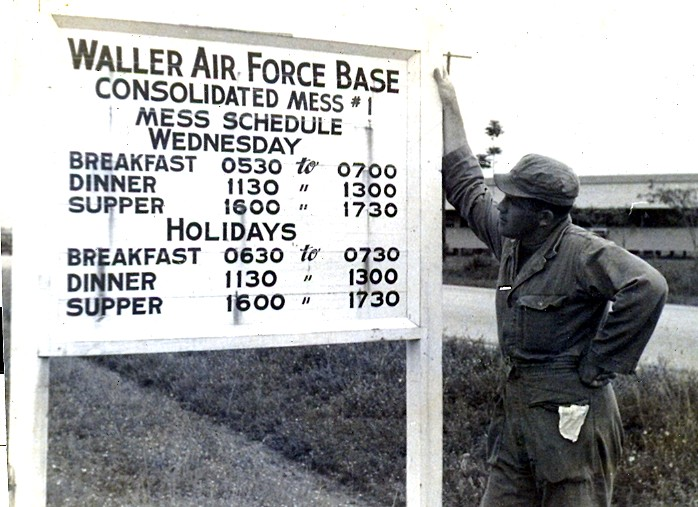
جندي في قاعدة وولر الجوية، أجرتها بريطانيا لأمريكا في الأربعينيات

في عشرينيات القرن الماضي، أدى انهيار صناعة السكر المصاحب لفشل صناعة الكاكاو، إلى استياء واسع النطاق بين العمال والمزارعين في ترينيداد، وشجع ظهور حركة عمالية. ساءت الظروف في الجزر في ثلاثينيات القرن الماضي مع بداية الكساد الكبير، مع اندلاع أعمال شغب عمالية في عام 1937 أسفرت عن العديد من الوفيات. هدفت الحركة العمالية إلى توحيد الطبقة العاملة الحضرية والطبقة العاملة الزراعية. كانت الشخصيات الرئيسية في الحركة هي آرثر سيبرياني قائد حزب العمال في ترينيداد، توبال أوريا بتلر قائد حزب الحكم المحلي للمواطنين والعمال في الإمبراطورية البريطانية، وأدريان كولا رينزي قائد اتحاد ترينيداد للمواطنين، ونقابة عمال حقول النفط ونقابة عمال المصانع وصناعة السكر في ترينيداد. مع تطور الحركة، انتشرت على نطاق واسع دعوات الخصول على المزيد من الاستقلال عن الحكم الاستعماري البريطاني.
اكتشف البترول في عام 1857، لكنه لم يصبح ذا أهمية اقتصادية إلا في الثلاثينيات من القرن الماضي نتيجة لانهيار قصب السكر والكاكاو. بحلول الخمسينيات من القرن الماضي، أصبح البترول عنصرًا أساسيًا في صادرات ترينيداد، وكان مسؤولاً عن تنامي الطبقة الوسطى بين جميع قطاعات سكان ترينيداد. أدى انهيار السلع الزراعية الرئيسية في ترينيداد تلاه الكساد وصعود النفط إلى تغييرات كبيرة في الهيكل الاجتماعي للبلاد.
كان لوجود القواعد العسكرية الأمريكية في شاغواراماس وكوموتو في ترينيداد خلال الحرب العالمية الثانية تأثير عميق على المجتمع. حسن الأمريكيون البنية التحتية كثيرًا في ترينيداد ووفروا للعديد من السكان المحليين وظائف ذات رواتب جيدة؛ ولكن فإن الآثار الاجتماعية لوجود عدد كبير من الجنود الشباب المتمركزين في الجزيرة، فضلاً عن التحيز العنصري، تسبب في الاستياء. غادر الأمريكيون ترينداد عام 1961.
في فترة ما بعد الحرب، بدأ البريطانيون عملية إنهاء الاستعمار في الإمبراطورية البريطانية. أُدخل حق الاقتراع العام إلى ترينيداد وتوباغو في عام 1945. ظهرت الأحزاب السياسية في الجزيرة، ولكنها كانت مقسمة إلى حد كبير على أسس عرقية: دعم الأفارقة الترينداديون والتوباغونيون بشكل أساسي الحركة الوطنية الشعبية (PNM)، التي أسسها إريك ويليامز في عام 1956، ودعم الهنود الترينيداديين والتوباغونيين في الغالب حزب الشعب الديمقراطي (PDP)، الذي أسسه بهاداسي ساجان ماراج في عام 1953، والذي اندمج لاحقًا في حزب العمل الديمقراطي (DLP) في عام 1957. شكلت المستعمرات البريطانية في منطقة البحر الكاريبي اتحاد جزر الهند الغربية في عام 1958، ولكن حُل الاتحاد بعد انسحاب جامايكا بعد استفتاء على العضوية في عام 1961. اختارت حكومة ترينيداد وتوباغو لاحقًا السعي للاستقلال عن المملكة المتحدة بمفردها.

### العصر المعاصر
حصلت ترينيداد وتوباغو على استقلالها عن المملكة المتحدة في 31 أغسطس 1962. ظلّت إليزابيث الثانية على رأس الدولة بصفتها ملكة ترينيداد وتوباغو، ويمثلها محليًا الحاكم العام سولومون هوشوي. أصبح إريك ويليامز من الحركة الشعبية الوطنية، وهو مؤرخ ومفكر مشهور يعتبره البعض أبو الأمة، أول رئيس وزراء للبلاد، استمر ويليامز في المنصب حتى عام 1981. كان زعيم المعارضة في سنوات الاستقلال المبكرة رودراناث كابيلديو من حزب العمل الديمقراطي. كان أول رئيس لمجلس النواب هو كلايتوس أرنولد توماسوس وأول رئيس لمجلس الشيوخ كان جيه هاميلتون موريس. شهدت الستينيات صعود ثورة القوة السوداء، المستوحاة جزئيًا من حركة الحقوق المدنية في الولايات المتحدة. أصبحت الاحتجاجات والإضرابات شائعة، وزادت في أبريل 1970 عندما قتلت الشرطة متظاهرًا بالرصاص يدعى باسل ديفيس. خوفًا من انهيار القانون والنظام، أعلن رئيس الوزراء ويليامز حالة الطوارئ وأمر باعتقال العديد من قادة ثورة القوة السوداء. حاول بعض قادة الجيش الذين كانوا متعاطفين مع حركة القوة السوداء، ولا سيما رفيق شاه وريكس لاسال، التمرد؛ ولكن قضى عليه خفر سواحل ترينيداد وتوباغو. احتفظ ويليامز والحركة الشعبية الوطنية بالسلطة، ويرجع ذلك إلى حد كبير إلى انقسامات المعارضة.
ضرب إعصار فلورا توباغو في عام 1963 وأسفر عن مقتل 30 شخصًا ودمار هائل في جميع أنحاء الجزيرة. ونتيجة لذلك، حلت السياحة محل الزراعة في كونها المصدر الأساسي للدخل في الجزيرة في العقود اللاحقة. انضمت ترينيداد وتوباغو إلى رابطة التجارة الحرة الكاريبية (CARIFTA) في 1 مايو 1968، والتي وفرت ارتباطًا اقتصاديًا، بين بلدان جزر الهند الغربية البريطانية السابقة الناطقة بالإنجليزية بعد فشل اتحاد جزر الهند الغربية. أصبحت الدولة في 1 أغسطس 1973 عضوًا مؤسسًا لخليفة الرابطة، الجماعة الكاريبية (CARICOM)، وهو اتحاد سياسي واقتصادي بين العديد من البلدان والأقاليم الكاريبية .
استفادت البلاد كثيرًا من ارتفاع أسعار النفط واكتشاف رواسب نفطية جديدة هائلة في مياهها الإقليمية بين عامي 1972 و1983، مما أدى إلى ازدهار اقتصادي أدى إلى زيادة مستويات المعيشة كثيرًا. أصبحت البلاد في عام 1976 جمهورية داخل الكومنولث ولكنها احتفظت باللجنة القضائية لمجلس الملكة الخاص محكمة استئناف نهائية. استبدال منصب الحاكم العام بمنصب الرئيس. كان إليس كلارك أول من شغل هذا المنصب الشرفي إلى حد كبير. مُنحت توباغو حكمًا ذاتيًا محدودًا وأنشئ مجلس النواب في توباغو عام 1980.
توفي ويليامز في عام 1981، وحل محله جورج تشامبرز الذي قاد البلاد حتى عام 1986. وفي هذا الوقت أدى انخفاض أسعار النفط إلى ركود اقتصادي، مما تسبب في ارتفاع التضخم والبطالة. اتحدت أحزاب المعارضة الرئيسية تحت راية التحالف الوطني لإعادة الإعمار (NAR) وفازت بالانتخابات العامة عام 1986، تولي زعيم التحالف أ. ن. ر. روبنسون منصب رئيس الوزراء. لم يكن روبنسون قادرًا على توحيد التحالف الهش وتنفيذ إصلاحاته الاقتصادية، مثل تنفيذ برنامج التكيف الهيكلي لصندوق النقد الدولي وأدى انخفاض قيمة العملة إلى اضطرابات اجتماعية. في عام 1990، اقتحم 114 عضوًا من جماعة المسلمين بقيادة ياسين أبو بكر (المعروف سابقًا باسم لينوكس فيليب) البيت الأحمر (مقر البرلمان) ومحطة تلفزيون ترينيداد وتوباغو، المحطة التلفزيونية الوحيدة في البلاد في ذلك الوقت، احتجزت الجماعة روبنسون وحكومة البلاد لمدة ستة أيام قبل الاستسلام. حصل قادة الانقلاب على وعود بالعفو ولكن اعتقلوا عند استسلامهم، وفي النهاية أطلق سراحهم بعد مشاحنات قانونية مطولة.
عادت الحركة الشعبية الوطنية بقيادة باتريك مانينغ إلى السلطة بعد انتخابات ترينيداد وتوباغو العامة عام 1991. على أمل الاستفادة من تحسن الاقتصاد، دعا مانينغ إلى إجراء انتخابات مبكرة في عام 1995 ولكن أدى ذلك إلى تعليق برلمان. فاز بالانتخابات الحركة الشعبية الوطنية والكونغرس الوطني المتحد الذي أصبح قائده باسديو بانداي أول رئيس وزراء هندو ترينيدادي في البلاد. بعد فترة من الارتباك السياسي الناجم عن سلسلة من نتائج الانتخابات غير الحاسمة، عاد باتريك مانينغ إلى السلطة في عام 2001، واحتفظ بالمنصب حتى عام 2010.
دخلت البلاد طفرة نفطية ثانية في عام 2003، ولا يزال النفط والبتروكيماويات والغاز الطبيعي العمود الفقري للاقتصاد. السياحة والخدمة العامة هي الدعامة الأساسية لاقتصاد توباغو، على الرغم من أن السلطات حاولت تنويع اقتصاد الجزيرة. أدت فضيحة فساد إلى هزيمة مانينغ من قبل تحالف الشراكة الشعبية الذي تشكل حديثًا في عام 2010، وأصبحت كاملا برساد بيسسار قادة التحالف أول امرأة تتولى رئاسة الوزراء في البلاد. ولكن أدت مزاعم الفساد إلى هزيمت الإدارة الجديدة في عام 2015 أمام الحركة الشعبية الوطنية بقيادة كيث رولي. فازت الحركة الشعبية الوطنية الحاكمة بالانتخابات العامة في أغسطس 2020، وفازت رئيس الوزراء الحالي كيث رولي بولاية ثانية.

## الجغرافيا
تقع ترينيداد وتوباغو بين خط عرض 10° 2' و11° 12' شمالاً وخط طول 60° 30' و 61 ° 56' غرباً، يحدها البحر الكاريبي من الشمال، والمحيط الأطلسي من الشرق والجنوب، وخليج باريا إلى الغرب. تقع الدولة في أقصى جنوب شرق الكاريبي، حيث تقع جزيرة ترينيداد على بعد 11 كيلومترًا (6.8 ميل) فقط من ساحل فنزويلا في بر أمريكا الجنوبية الرئيسي. الجزر هي امتداد جغرافي لأمريكا الجنوبية. تغطي الدولة مساحة 5,128 كـم2 (1,980 ميل2)، وتتكون من جزيرتين رئيسيتين، ترينيداد وتوباغو المفصولتين بمضيق يبلغ طوله 20 ميلاً (32 كم).
تبلغ مساحة ترينيداد 4,768 كـم2 (1,841 ميل2) أي تشكل 93.0% من إجمالي مساحة البلاد، بمتوسط طول 80 كيلومتر (50 ميل) ومتوسط عرض59 كيلومتر (37 ميل). تبلغ مساحة توباغو حوالي 300 كـم2 (120 ميل2) أي 5.8% من مساحة البلاد، ويبلغ طولها 41 كـم (25 ميل) وعرضها 12 كـم (7.5 ميل). تقع ترينيداد وتوباغو على جرف أمريكا الجنوبية القاري وبالتالي تعتبر جيولوجيًا في أمريكا الجنوبية.

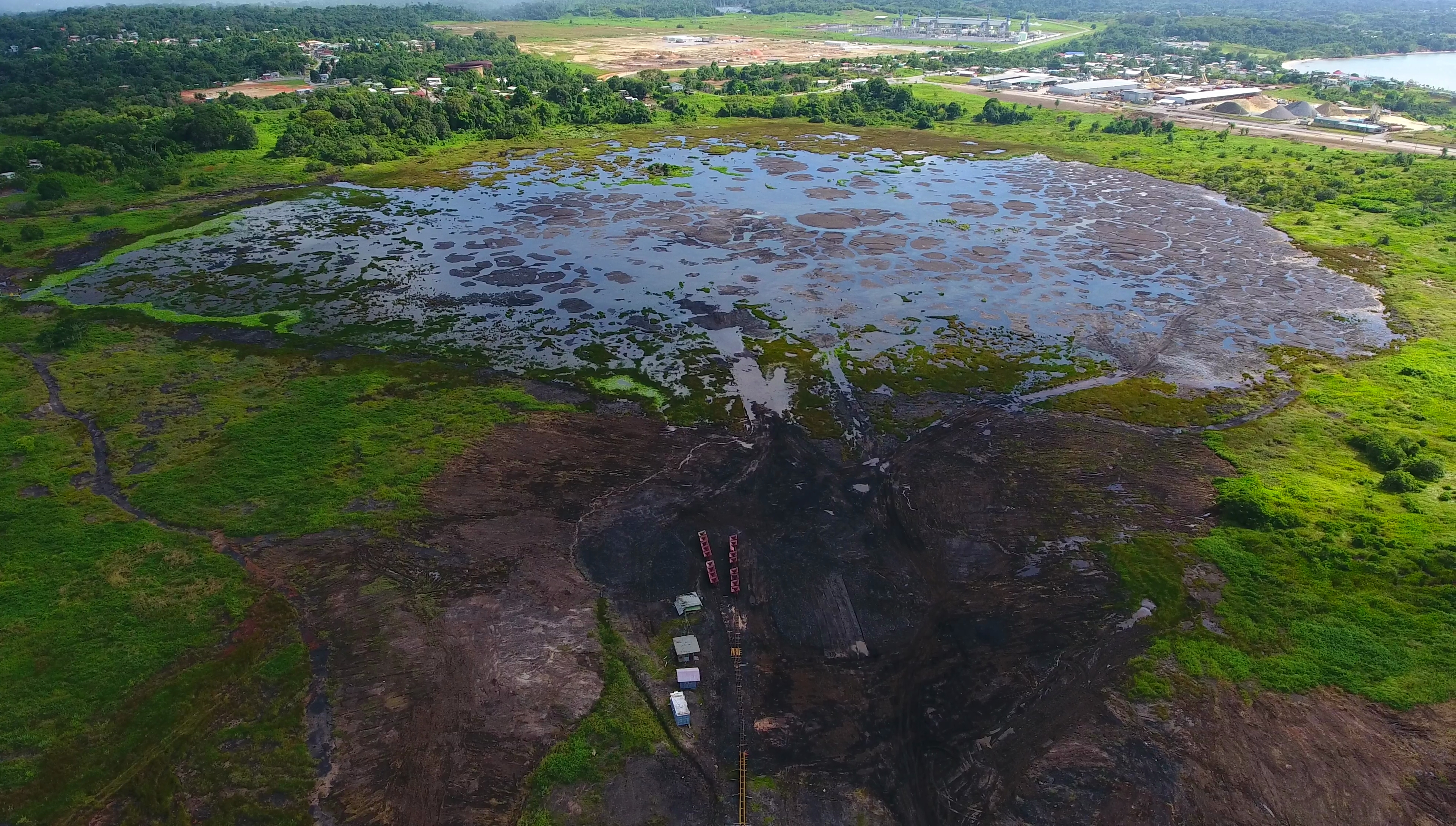
بحيرة الزفت في جنوب غرب ترينداد

تضاريس الجزر عبارة عن مزيج من الجبال والسهول. يوجد في ترينيداد سلسة جبال توازي الساحل الشمالي، في هذه السلسة أعلى قمة في البلاد إل سيرو ديل أريبو والتي يبلغ ارتفاعها 940 متر (3,080 قدم) فوق مستوى سطح البحر، وثاني أعلى قمة إل توكوشي والتي يبلغ ارتفاعها 936 متر (3,071 قدم). ما تبقى من الجزيرة مسطح عمومًا، باستثناء السلسلة الوسطى وتلال مونتسيرات في وسط الجزيرة والسلسة الجنوبية وتلال ترينيتي في الجنوب. يشتهر الساحل الشرقي بشواطئه، وأبرزها شاطئ مانزانيلا. تحتوي الجزيرة على العديد من المستنقعات الكبيرة، مثل مستنقع كاروني ومستنقع ناريفا. تشتهر ترينيداد أيضًا باحتوائها على بحيرة الزفت أكبر حفرة طبيعية تحتوي على الأسفلت في العالم. تحتوي توباغو على سهل منبسط في جنوبها الغربي بينما يكون النصف الشرقي من الجزيرة جبليًا أكثر وفي النصف الشرقي قمة الحمام أعلى نقطة في الجزيرة على ارتفاع 550 متر (1,800 قدم). تحتوي توباغو أيضًا على العديد من الشعاب المرجانية قبالة سواحلها.

### المناخ
تتمتع ترينيداد وتوباغو بمناخ بحري استوائي. هناك موسمان سنويًا: موسم الجفاف في الأشهر الخمسة الأولى من العام، وموسم الأمطار في السبعة المتبقية من العام. تأتي الرياح في الغالب من الشمال الشرقي. على عكس العديد من جزر الكاريبي تقع ترينيداد وتوباغو خارج مناطق الأعاصير الرئيسية، ولكن ضرب إعصار فلورا جزيرة توباغو في 30 سبتمبر 1963. في شمال ترينيداد يكون المناخ في كثير من الأحيان أكثر برودة من السهو بسبب السحب والأمطار الغزيرة في الجبال.
أعلى درجة حرارة في بورت أوف سبين هي 39 °م (102 °ف) وأقل شئ هو 12 °م (54 °ف).

### التنوع البيولوجي
بسبب أن ترينيداد وتوباغو كانت مرتبطة فعليًا بالبر الرئيسي لأمريكا الجنوبية في العصور القديمة، فإن تنوعها البيولوجي يختلف عن معظم جزر الكاريبي الأخرى، وله الكثير من القواسم المشتركة مع فنزويلا. صادقت ترينيداد وتوباغو في 1 أغسطس 1996 على اتفاقية التنوع البيولوجي، وأنتجت خطة عمل للتنوع البيولوجي وأربعة تقارير تصف مساهمة الدولة في الحفاظ على التنوع البيولوجي. أقرت هذه التقارير رسميًا بأهمية التنوع البيولوجي لرفاهية سكان البلاد من خلال توفير خدمات النظام الإيكولوجي.
المعلومات عن الفقاريات جيدة، يوجد في البلاد 472 نوعًا من الطيور (نوعان متوطنان)، وحوالي 100 نوع من الثدييات وحوالي 90 نوع من الزواحف (عدد قليل من المتوطنة)، وحوالي 30 نوع برمائي (بما في ذلك العديد من الأنواع المتوطنة) و50 نوع من أسماك المياه العذبة وما لا يقل عن 950 نوع من الأسماك البحرية. هناك أيضًا حوالي 70 نوعًا من الخفافيش يشمل ذلك الخفاش مصاص الدماء. هناك ما لا يقل عن 47 نوعًا من الثعابين يشمل ذلك أربعة أنواع سامة فقط (فقط في ترينيداد وليس في توباغو) وعدد من السحالي مثل الإغوانا الخضراء وعدد قليل من أنواع السلاحف المائية العذبة والسلاحف البرية. الحياة البحرية وفيرة. تحتوي الدولة على خمس مناطق بيئية إيكلوجية: غابات ترينيداد وتوباغو الرطبة، وغابات جز الأنتيل الصغرى الجافة وغابات ترينيداد وتوباغو الجافة وشجيرات جزر ويندوارد وأشجار مانغروف ترينيداد.
المعلومات حول اللافقاريات مبعثرة وغير كاملة. تود حوالي 650 فراشة، وعلى الأقل 672 نوع من الخنافس (في توباغو وحدها) وسجل 40 نوع من الشعاب المرجانية. تشمل اللافقاريات البارزة الأخرى الصرصور ونمل قطع الأوراق والعديد من أنواع البعوض والنمل الأبيض والعناكب والرتيلاء.
على الرغم من أن القائمة لم تكتمل بعد، فقد سجل 1647 نوع من الفطريات، بما في ذلك الأشنات. من المحتمل أن يكون العدد الإجمالي الحقيقي للفطريات أعلى بكثير، بالنظر إلى التقدير المقبول عمومًا بأنه لم يكتشف إلا حوالي 7% فقط من جميع الفطريات في جميع أنحاء العالم حتى الآن. أُدرج في أول جهد لتقدير عدد الفطريات المستوطنة مبدئيًا 407 نوعًا.
المعلومات حول الكائنات الحية الدقيقة مشتتة وغير كاملة للغاية. حيث لم يسجل إلا ما يقرب من 200 نوع من الطحالب البحرية. يجب أن يكون العدد الإجمالي الحقيقي لأنواع الكائنات الحية الدقيقة أعلى من ذلك بكثير.
توثيق التنوع النباتي في ترينيداد وتوباغو جيد حيث سُجل حوالي 3300 نوع (59 مستوطنة). على الرغم من عمليات الاحتطاب الكبيرة، لا تزال الغابات تغطي حوالي 40% من مساحة البلاد وهناك حوالي 350 نوعًا مختلفًا من الأشجار. كان لدى البلاد درجة 6.62 / 10 مؤشر سلامة المناظر الطبيعية للغابات لعام 2019، مما جعلها تحتل المرتبة 69 على مستوى العالم من بين 172 دولة.

## السياسة
ترينيداد وتوباغو هي جمهورية ذات نظام حزبين ونظام برلماني من مجلسين.
يشغل منصب رئيس دولة ترينيداد وتوباغو باولا ماي ويكس. حلّ هذا المنصب الشرفي محل الحاكم العام (الذي يمثل ملك ترينيداد وتوباغو) عندما أصبحت ترينيداد وتوباغو جمهورية في عام 1976. رئيس الحكومة هو رئيس الوزراء وهو حاليًا كيث رولي. ينتخب الرئيس هيئة انتخابية تتكون من جميع أعضاء مجلسي البرلمان.
بعد الانتخابات العامة، التي تُجرى كل خمس سنوات، يضع الرئيس في منصب رئيس الوزراء الشخص الذي يحظى بدعم الأغلبية في مجلس النواب؛ هو عمومًا زعيم الحزب الذي فاز بأكبر عدد من المقاعد في الانتخابات (باستثناء انتخابات 2001 العامة).
تجري توباغو أيضًا انتخاباتها الخاصة، منفصلة عن الانتخابات العامة منذ عام 1980. في هذه الانتخابات ينتخب نواب مجلس نواب في توباغو.
يتكون البرلمان من مجلس الشيوخ (31 مقعدًا) ومجلس النواب (41 مقعدًا بالإضافة إلى رئيس مجلس النواب). يعين الرئيس أعضاء مجلس الشيوخ. يعين 16 عضوًا في مجلس الشيوخ بناءً على مشورة رئيس الوزراء، وستة بناءً على نصيحة زعيم المعارضة، وهو حاليًا كاملا برساد بيسسار، ويعين تسعة أعضاء مستقلين من قبل الرئيس لتمثيل قطاعات أخرى من المجتمع المدني. ينتخب أعضاء مجلس النواب البالغ عددهم 41 من قبل الشعب لمدة أقصاها خمس سنوات في نظام انتخاب تعددي.

### الجيش
قوة دفاع ترينيداد وتوباغو (TTDF) هي المنظمة العسكرية المسؤولة عن الدفاع عن الدولة. مهمتها هو الدفاع عن الصالح السيادي لجمهورية ترينيداد وتوباغو، والمساهمة في تنمية المجتمع الوطني ودعم الدولة في تحقيق أهدافها الوطنية والدولية انخرطت قوات الدفاع في حوادث محلية، مثل محاولة انقلاب عام 1990، والبعثات الدولية، مثل بعثة الأمم المتحدة في هايتي بين عامي 1993 و 1996.
وقعت ترينيداد وتوباغو معاهدة الأمم المتحدة لحظر الأسلحة النووية في عام 2019.

### الجريمة
عانت ترينيداد وتوباغو في العقود الأخيرة من معدل جريمة مرتفع نسبيًا؛ يوجد حاليًا ما يقرب من 500 جريمة قتل سنويًا. تعد الدولة مركزًا معروفًا لإعادة تهريب المخدرات غير المشروعة من أمريكا الجنوبية إلى بقية منطقة البحر الكاريبي وما وراءها إلى أمريكا الشمالية. تشير بعض التقديرات إلى أن حجم الاقتصاد الخفي يصل إلى 20-30% من الناتج المحلي الإجمالي.

### السجون
إدارة السجون في البلاد هي خدمة سجون ترينيداد وتوباغو (TTPS)، وهي تحت سيطرة مفوض السجون دينيس بولشان، الموجود في بورت أوف سبين. يبلغ معدل السجناء 292 شخصًا لكل 100,000. ويبلغ إجمالي عدد السجناء، بمن فيهم المحتجزون على ذمة التحقيق والسجناء احتياطياً 3999 سجيناً. يبلغ معدل المحتجزين على ذمة التحقسق والسجناء المحبوسين احتياطياً 174 لكل 100,000 من السكان الوطنيين (59.7% من السجناء). بلغ في عام 2018 معدل السجينات 8.5 لكل 100,000 من السكان الوطنيين (2.9% من السجناء). يشكل السجناء القصر 1.9% من نزلاء السجون، بينما يشكل الأجانب 0.8% من السجناء. يبلغ مستوى إشغال السجون في ترينيداد وتوباغو 81.8% من السعة. يوجد في ترينيداد وتوباغو تسعة سجون. سجن غولدن غروف وسجن شديد الحراسة وسجن بورت أوف سبين ومركز إعادة التأهيل الإصلاحي الشرقي وسجن الحبس الاحتياطي وسجن توباغو وسجن جزيرة كاريرا وسجن النساء ومركز تدريب وإعادة تأهيل الشباب.

### التقسيم الإداري
تنقسم ترينيداد وتوباغو في المستوى الإداري الأول إلى 15 وحدة إدارية يطلق عليها مسمى تعاونيات (Corporation) وتشمل هذه الوحدات الإدارية 9 أقاليم ومدينيتن و 3 بوروات (Borough) وقسم واحد وهو توباغو .

#### ترينيداد
كانت تنقسم ترينيداد إلى 8 مقاطعات (County). هي كاروني  مايارو وناريفا وسانت أندرو وسانت ديفيد وسانت جورج وسانت باتريك وفكتوريا. وكانت توباغو قسم من مقاطعة سانت ديفيد.

أقاليم ترينيداد وتوباغو

| تعاونية مدينة بورت أوف سبين     | 13.45  | 49,031  | 3,650 |
| تعاونية مدينة سان فرناندو       | 18.64  | 55,419  | 2,970 |
| تعاونية بورو تشغواناز           | 59.65  | 67,433  | 1,130 |
| تعاونية بورو أريما              | 11.15  | 32,278  | 2,890 |
| تعاونية بورو بوينت فورتين       | 23.88  | 19,056  | 800   |
| تعاونية إقليم كوفا تبكيت تالبرو | 719.64 | 162,779 | 230   |
| تعاونية إقليم دييغو مارتن       | 127.53 | 105,720 | 830   |
| تعاونية إقليم بينال دبه         | 246.91 | 83,609  | 340   |
| تعاونية برينسس تاون             | 621.35 | 91,947  | 150   |
| تعاونية إقليم ريو كلارو مايارو  | 852.81 | 33,480  | 40    |
| تعاونية إقليم سان خوان لافنتيل  | 220.39 | 157,295 | 710   |
| تعاونية إقليم سانغري غراند      | 898.94 | 64,343  | 70    |
| تعاونية إقليم سبيريا            | 510.48 | 81,917  | 160   |
| تعاونية إقليم تونابونا بياركو   | 527.23 | 203,975 | 370   |

#### توباغو
تاريخياً قسمت توباغو إلى 7 أبرشيات (سانت أندرو وسانت ديفيد وسانت جورج وسانت جون وسانت ماري وسانت باتريك وسانت بول. في عام 1768 كل أبرشية ترشح ممثل لتمثيلها في مجلس نواب توباغو ( Tobago House of Assembly ). في 20 أكتوبر عام 1889 طبق التاج البريطاني الحكم الملكي والمسمى بالنظام في المجلس (Order in Council) مما جعل توباغو قسم من ترينيداد، وبهذا ألغيت الحكومة المحلية في توباغو مما شكل حكومة استعمارية موحدة. في عام 1945 عندما كان ظهر نظام مجلس المقاطعة، كانت تدار توباغو بمقاطعة واحدة من ترينيداد. في عام 1980 تم إعادة تكوين مجلس نواب توباغو وإعادة العمل به كحكومة محلية. تحت هذه التعديل أصبح لترينيداد 12 ضاحية محلية انتخابية. كل ضاحية تنتخب عضو واحد إلى مجلس نواب توباغو.

## الاقتصاد

تمثيل نسبي لصادرات ترينيداد وتوباغو في 2019

ترينيداد وتوباغو هي واحدة من أغنى الدول في منطقة البحر الكاريبي، يبلغ نصيب الفرد من الدخل القومي الإجمالي 20,070 دولارًا أمريكيًا (الدخل القومي الإجمالي لعام 2014 وفقًا لطريقة أطلس) وهو واحد من أعلى المعدلات في منطقة البحر الكاريبي. حذفت منظمة التعاون الاقتصادي والتنمية ترينيداد وتوباغو من قائمة البلدان النامية في نوفمبر 2011. يتأثر اقتصاد ترينيداد بشدة بالبترل والصناعة. السياحة قطاع متنام، لا سيما في توباغو، على الرغم من أنها أقل أهمية مما هي عليه في العديد من جزر الكاريبي الأخرى.
حازت ترينيداد وتوباغو على المركز 102 في مؤشر الابتكار العالمي عام 2023، متراجعة من المركز 91 عام 2019. لكنها تراجعت للمركز 108 وفق مؤشر عام 2024.

### النفط والغاز

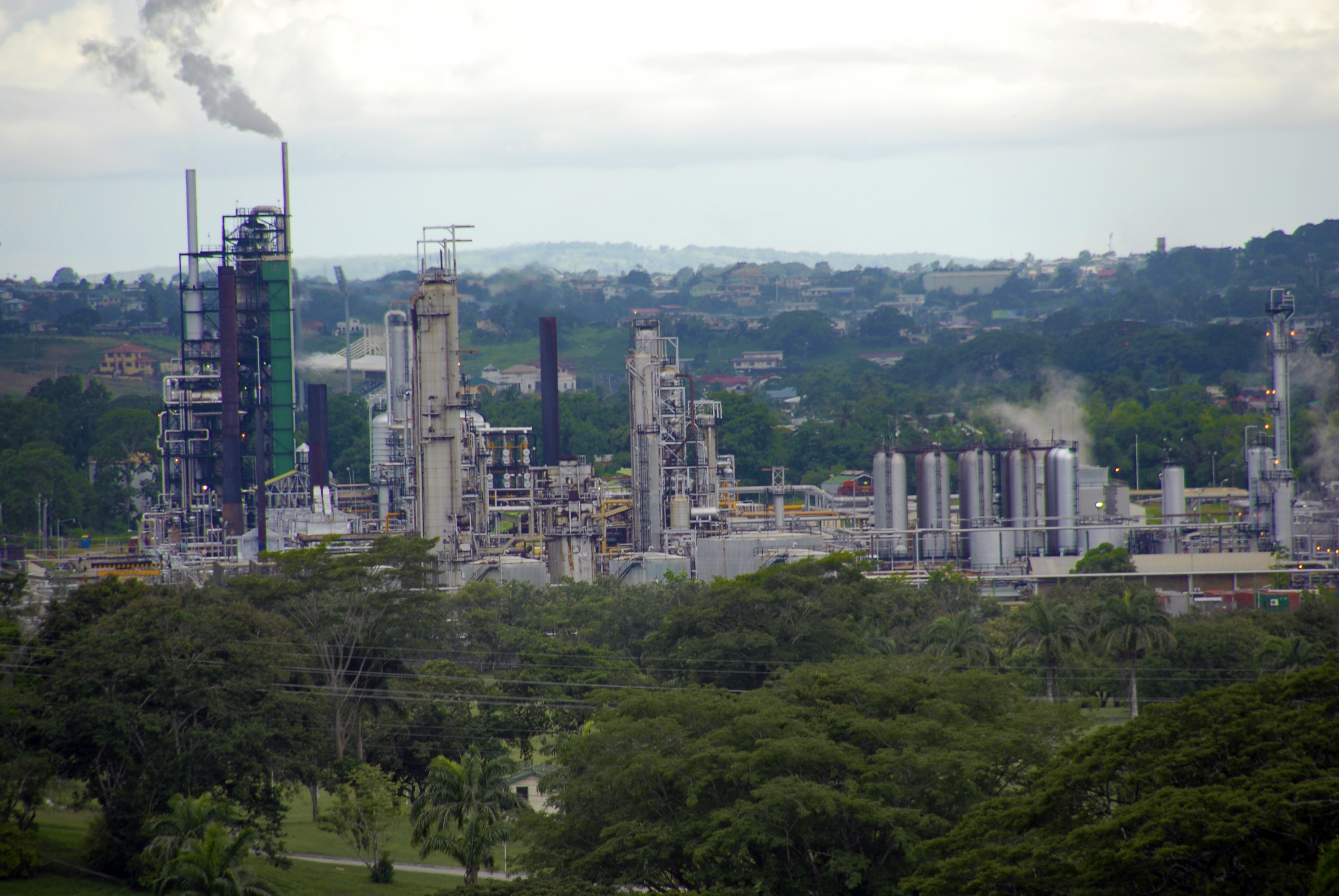
مصفاة نفط في بوانت أ بيير

ترينيداد وتوباغو هي المنتج الرئيسي للنفط والغاز في منطقة البحر الكاريبي، ويعتمد اقتصادها كثيرًا على هذه الموارد. يمثل النفط والغاز حوالي 40% من الناتج المحلي الإجمالي و 80% من الصادرات، ولكن 5% فقط من العمالة. النمو الأخير كان مدفوعًا بالاستثمارات في الغاز الطبيعي المسال (LNG) والبتروكيماويات والصلب. وهناك مشاريع أخرى للبتروكيماويات والألمنيوم والبلاستيك في مراحل مختلفة من التخطيط.
البلد هو أيضا مركز مالي إقليمي، ولدى الاقتصاد فائض تجاري متزايد. أدى التوسع في إنتاج الغاز الطبيعي المسال على مدى السنوات الست الماضية إلى خلق أكبر مرحلة من النمو الاقتصادي في ترينيداد وتوباغو. تعد الأمة مُصدرة للغاز الطبيعي المسال وتورد ما مجموعه 13.4 مليار متر مكعب في عام 2017. أكبر مستوردي الغاز الطبيعي المسال هم تشيلي والولايات المتحدة.
تحولت ترينيداد وتوباغو من اقتصاد قائم على النفط إلى اقتصاد يعتمد على الغاز الطبيعي. بلغ إجمالي إنتاج الغاز الطبيعي 18.5 مليار متر مكعب في عام 2017، بانخفاض قدره 0.4% عن إنتاج عام 2016 الذي بلغ 18.6 مليار متر مكعب. انخفض إنتاج النفط على مدار العقد الماضي من 7.1 مليون طن متري سنويًا في عام 2007 إلى 4.4 مليون طن متري سنويًا في عام 2017.

### السياحة
اعتماد ترينيداد وتوباغو على السياحة قليل بالنسبة للعديد من البلدان والأقاليم الكاريبية الأخرى، يحدث الجزء الأكبر من النشاط السياحي في توباغو. بذلت الحكومة جهودًا لتعزيز هذا القطاع في السنوات الأخيرة.

### الزراعة
تاريخياً سيطر الإنتاج الزراعي (على سبيل المثال، السكر والبن) على الاقتصاد، لكن هذا القطاع كان في حالة تدهور حاد منذ القرن العشرين ويشكل الآن 0.4% فقط من الناتج المحلي الإجمالي للبلاد، ويعمل به 3.1% من القوة العاملة. تزرع في البلاد العديد من الفواكه والخضروات، مثل الخيار والباذنجان والكسافا واليقطين والقلقاس وجوز الهند. لا يزال الصيد يمارس بشكل شائع.

### التنويع الاقتصادي
قامت ترينيداد وتوباغو في محاولة للتحول الاقتصادي، بتشكيل شركة ( إنفيس ) في عام 2012 لتكون الوكالة الوحيدة لتشجيع الاستثمار في البلاد. وهي الوكيل الرئيسي في تنمية القطاعات غير النفطية والغاز في البلاد كثيرًا ومستدام.

### سياسة الطاقة والمناخ
في عام 2014، كانت ترينيداد وتوباغو هي الدولة الثالثة في العالم التي تصدر أكبر نسبة من ثاني أكسيد الكربون للفرد بعد قطر وكوراساو وفقًا للبنك الدولي. في المتوسط، أنتج كل ساكن 34.2 طنًا متريًا من ثاني أكسيد الكربون في الغلاف الجوي. وبالمقارنة، كان المتوسط العالمي 5.0 طن للفرد في نفس العام.
يبحث المعهد الكاريبي للبحوث الصناعية في ترينيداد وتوباغو في أبحاث تغير المناخ ويوفر الدعم الصناعي للبحث والتطوير المتعلقين بالأمن الغذائي. كما يقوم باختبار المعدات ومعايرتها للصناعات الكبرى.

## السكان
يبلغ عدد سكان البلاد حاليًا 1,367,558 نسمة (تقديرات يونيو 2021).

### الجماعات العرقية
| الجماعات العرقية في ترينداد وتوباغو | الجماعات العرقية في ترينداد وتوباغو | الجماعات العرقية في ترينداد وتوباغو | الجماعات العرقية في ترينداد وتوباغو | الجماعات العرقية في ترينداد وتوباغو |
| ----------------------------------- | ----------------------------------- | ----------------------------------- | ----------------------------------- | ----------------------------------- |
| الجماعات العرقية                    | الجماعات العرقية                    |                                     | النسبة المئوية                      | النسبة المئوية                      |
| الهنود                              | الهنود                              |                                     | 35.4%                               | 35.4%                               |
| الأفارقة                            | الأفارقة                            |                                     | 34.2%                               | 34.2%                               |
| المختلطون                           | المختلطون                           |                                     | 15.3%                               | 15.3%                               |
| الدوغلا (المختلطون الافارقة الهنود) | الدوغلا (المختلطون الافارقة الهنود) |                                     | 7.7%                                | 7.7%                                |
| غير محدد                            | غير محدد                            |                                     | 6.2%                                | 6.2%                                |
| أخرى                                | أخرى                                |                                     | 1.3%                                | 1.3%                                |

يعكس التكوين العرقي لترينيداد وتوباغو تاريخًا من الغزو والهجرة. أكبر مجموعة عرقية في البلاد هم الهنود الذين يشكلون حوالي 35.4%؛ وهم في الأساس أحفاد العمال الذين أتوا من الهند، ليحلوا محل العبيد الأفارقة المحررين الذين رفضوا مواصلة العمل في مزارع السكر. يستمر العديد من ذوي الأصل الهندي في الحفاظ على تقاليد أجدادهم. يقيم الهنود الترينيداديون بشكل أساسي في ترينيداد؛ بينما لم يشكلوا في توباغو إلا 2.5% في تعداد عام 2011.
وثاني أكبر مجموعة هم الأفارقة الذين يشكلون حوالي 34.2% من السكان. غالبية الأشخاص المنحدرين من أصل أفريقي هم من نسل العبيد الذين نُقلوا قسرًا إلى الجزر منذ القرن السادس عشر. تشكل هذه المجموعة الأغلبية في توباغو، بنسبة 85.2%.
الجزء الأكبر من بقية السكان هم من المختلطين. هناك أيضًا أقليات صغيرة ولكنها مهمة من السكان الأصليين والأوروبيين والبرتغاليين واللاتينيين والصينين والعرب.

### اللغات

#### اللغة الإنجليزية
اللغة الإنجليزية هي اللغة الرسمية للبلاد، ولكن اللهجة الرئيسية المنطوقة هي كريول ترينيداد أو كريولية توباغو والتي تعكس تأشير اللغات الأصلية والأوروبية والإفريقية والآسيوية. كلا الكريول يحتوي على عناصر من مجموعة متنوعة من اللغات الأفريقية. ولكن تتأثر الكريولية الإنجليزية الترينيدادية أيضًا بالكريولية الأنتيلية.

#### اللغة الهندوستانية
تحدث غالبية المهاجرين الهنود الأوائل باللغة البوجبورية وهندوآرية، والتي شكلت فيما بعد الهندوستانية الترينيدادية. اعتبارًا من عام 2003 كان هناك حوالي 15,633 هنديًا يتحدثون بالهندوستانية الترينيدادية، واعتبارًا من عام 2011 كان هناك 10,000 هندي يتحدثون الهندية القياسية. يتحدث العديد من الهنود الترينيداديين والتوباغونيين اليوم نوعًا من اللغة الإنجليزية التي تتكون من الإنجليزية الترينيدادية والتوباغونية المليئة بالمفردات والعبارات الترينيدادية الهندوستانية. هناك العديد من الأماكن في ترينيداد وتوباغو التي لها أسماء من أصل هندوستاني. حتى أن بعض العبارات والمفردات الهندية أصبحت موجودة في كريول تريدنداد وتوباغو السائد في البلاد.

#### اللغة الإسبانية
في عام 2014، كانت الإسبانية هي اللغة الأم لحوالي 4000 شخص (أو 0.3% من إجمالي السكان) يعيشون في ترينيداد وتوباغو.

#### اللغة التاميلية
يتحدث باللغة التاميلية من قبل بعض كبار السن من التاميل. المتحدثون الآخرون للغة هم المهاجرون حديثًا من تاميل نادو.

#### اللغة الصينية
غالبية الأشخاص الذين هاجروا في القرن التاسع عشر كانوا من جنوب الصين وتحدثوا لهجتي هاكا ويوي الصينية. في القرن العشرين هاجر المزيد من الصينيين إلى ترينيداد وتوباغو للعمل ويتحدثون لهجتي هاكا ويوي مع اللهجات الصينية الأخرى مثل الماندرين ومين. كتب جي داير بول في عام 1906 كان هناك في ترينيداد منذ حوالي عشرين عامًا 4000 أو 5000 صيني، لكنهم انخفضوا إلى حوالي 2000 أو 3000، [2200 في عام 1900]. كانوا يعملون في مزارع السكر ولكنهم أصبحوا الآن أصحاب متاجر.

### الدين
| الدين في ترينداد وتوباغو (تقديرات 2011) | الدين في ترينداد وتوباغو (تقديرات 2011) | الدين في ترينداد وتوباغو (تقديرات 2011) | الدين في ترينداد وتوباغو (تقديرات 2011) | الدين في ترينداد وتوباغو (تقديرات 2011) |
| --------------------------------------- | --------------------------------------- | --------------------------------------- | --------------------------------------- | --------------------------------------- |
| الدين                                   | الدين                                   |                                         | النسبة                                  | النسبة                                  |
| المسيحية                                | المسيحية                                |                                         | 63.2%                                   | 63.2%                                   |
| الهندوسية                               | الهندوسية                               |                                         | 20.4%                                   | 20.4%                                   |
| الإسلام                                 | الإسلام                                 |                                         | 5.6%                                    | 5.6%                                    |
| أوريشا                                  | أوريشا                                  |                                         | 1.0%                                    | 1.0%                                    |
| الراستافارية                            | الراستافارية                            |                                         | 0.3%                                    | 0.3%                                    |
| أخرى                                    | أخرى                                    |                                         | 7.0%                                    | 7.0%                                    |
| غير متدين                               | غير متدين                               |                                         | 2.5%                                    | 2.5%                                    |

وفقًا لتعداد عام 2011، فإن 63.2% من السكان مسيحين، أكبر طائفة مسيحية هي الرومانية الكاثوليكية بنسبة 21.60% من مجموع السكان، ثم طوائف الخمسينية والإنجيلية بنسبة 12.02% من السكان. تشمل الطوائف المسيحية الأخرى المختلفة (الروحانية المعمدانية (5.67%)، الأنجليكية (5.67%)، السبتية (4.09%)، المشيخية (2.49%)، شهود يهوه (1.47%)، المعمدانية (1.21%)، الميثودية (0.65%) والكنيسة المورافية (0.27%)).
يتبع الهندوسية 20.4% من السكان في عام 2011 وهي ثاني أكبر ديانة في البلاد. ديوالي هي عطلة عامة ويحتفل على نطاق واسع بالعطلات الهندوسية الأخرى. شكٌل المسلمون 4.97% من السكان في عام 2011. عيد الفطر هو يوم عطلة رسمية كما يحتفل بعيد الأضحى.
تمارس أيضًا الديانات الأفريقية ولا سيما أتباع ترينيداد أوريشا (اليوروبا) (0.9%) والراستافارية (0.27%). لا تزال تُمارس بشكل شائع جوانب مختلفة من معتقدات أوبيه التقليدية في الجزر.
كانت هناك جالية يهودية في الجزر لعدة قرون لكن أعدادهم لم تكن كبيرة على الإطلاق حيث تشير تقديرات عام 2007 إلى أن عدد السكان اليهود بلغ 55 فردًا.
يمثل غير المحددين لانتمائهم الديني 11.1% من السكان، بينما أعلن 2.18% أنهم غير متدينين.

## النقل

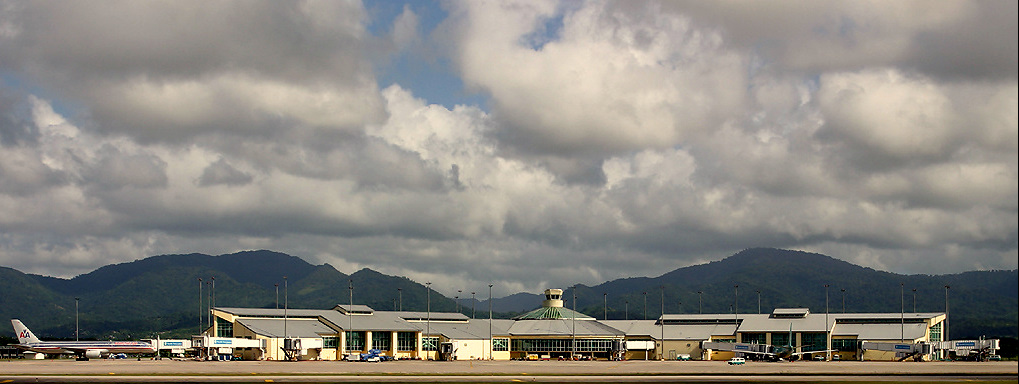
مطار بياركو الدولي

يتكون نظام النقل في ترينيداد وتوباغو من شبكة كثيفة من الطرق السريعة والطرق عبر كل من الجزر الرئيسية، والعبارات التي تربط بورت أوف سبين مع سكاربورو وسان فرناندو، والمطارات الدولية في كلتا الجزيرتين. يوجد في ترينيداد ثلاتة طريق سريعة هي طريق أوريا بتلر السريع وطريق تشرشل روزفلت السريع وطريق سير سولومون هوشوي السريع، في حين أن طريق كلود نويل السريع هو الطريق السريع الرئيسي الوحيد في توباغو.
يخدم جزيرة ترينيداد مطار بياركو الدولي الواقع في بياركو، يتكون المطار من صالتين، الصالة الشمالية والصالة الجنوبية. خضعت الصالة الجنوبية الأقدم لتجديدات في عام 2009 لاستخدامها لدخول لكبار الشخصيات خلال القمة الخامسة للأمريكتين. أنتهي من بناء من مبنى الركاب الشمالي في عام 2001. يخدم جزيرة توباغو مطار أ. ن. ر. روبنسون الدولي في كراون بوينت.
كانت في ترينيداد شبكة سكك حديدية، ولكن أغلقت في عام 1968. كانت هناك محادثات لبناء خط سكة حديد جديد على الجزر، لكن لم يحدث شئ حتى الآن.

### معلومات المراجع
- Carmichael، Gertrude (1961). The History of the West Indian Islands of Trinidad and Tobago, 1498–1900. London: Alvin Redman.
- Kiely، Ray (1996). The Politics of Labour and Development in Trinidad. Press University of the West Indies. ISBN:9789766400170.
- Williams، Eric (1964). History of the People of Trinidad and Tobago. New York: Frederick A. Praeger. LCCN:64-13390. مؤرشف من الأصل في 2022-12-05.
- Ramkissoon، Harold؛ Kahwa، Ishenkumba A. (2015). "Caricom" (PDF). UNESCO Science Report: towards 2030. Paris: UNESCO. ص. 156–173. ISBN:978-92-3-100129-1.
- Rough Guides (2018). The Rough Guide to Trinidad and Tobago.

## روابط خارجية
- موقع حكومة جمهورية ترينيداد وتوباغو
- الموقع الرسمي لشركة ترينيداد وتوباغو للسياحة
- ترينيداد وتوباغو على مشروع الدليل المفتوح
- ملف ترينيداد وتوباغو من بي بي سي نيوز
- موجز إحصاءات تجارة ترينيداد وتوباغو من البنك الدولي
- أطلس ويكيميديا حول ترينيداد وتوباغو
- معلومات جغرافية متعلقة بترينيداد وتوباغو على خريطة الشارع المفتوح